# Silvano Trotta
Pour les articles homonymes, voir Trotta.
Silvano Trotta, né en 21 juillet 1967, est un entrepreneur français et vidéaste web conspirationniste. D'abord chef d'entreprise dans le secteur des télécommunications et vidéaste web amateur en ufologie, il se fait connaître au début de l'année 2020, lors de la pandémie de Covid-19, par son relais de théories du complot et de la désinformation sur le sujet et sur d'autres thématiques, devenant une figure populaire du milieu complotiste.

## Biographie

### Carrière professionnelle
Silvano Trotta naît en 1967 à Colmar ou en Italie. Installé dans la région de Strasbourg, il commence sa carrière professionnelle comme commercial chez JS Telecom, qui deviendra Avaya. Il crée sa propre entreprise, l'intégrateur Atelio, en 2006. En avril 2009, il est élu président de la Fédération interprofessionnelle de la communication d'entreprise, ou Ficome, qui devient en 2012 la fondation EBEN (Entreprises du bureau et du numérique) après une fusion avec la Fédération de l'équipement du bureau et de la papeterie (FEB) ; il prend la vice-présidence de ce nouvel organisme.
Atelio participe en 2013 à un appel d'offres de la Communauté urbaine de Strasbourg, qui se termine devant la justice après le refus de la CUS de choisir Atelio, malgré une offre financièrement plus avantageuse. Au début des années 2010, il crée Stéphie Telecom, une entreprise vendant des services de communication fixe et mobile, et des équipements de fibre optique à ses clients, principalement des petites et moyennes entreprises ou des ETI. Il est également propriétaire d'une société nommée Resom.
En 2013, il est révoqué de son poste de vice-président à la fondation EBEN, accusé d'avoir accordé des primes indues à des subalternes. Il conteste sa mise à l'écart devant le tribunal, qui lui donne raison en annulant cette décision et lui donne droit à des dommages et intérêts.

### Vidéaste et influenceur web
En 2008 (2013 selon Marianne), Silvano Trotta crée une chaîne initialement dédiée à l'ufologie, ou soucoupisme, qui reste un passe-temps jusqu'en 2020, et le début de la pandémie de Covid-19, qui agit comme une bascule. Sa chaîne YouTube connaît alors un succès ; son nombre d'abonnés « bondit » à partir de mars 2020, passant en quelques mois de 15 000 à 170 000. Il attire un nombre croissant d'abonnés sur d'autres réseaux sociaux, principalement sur Twitter — où il publie plusieurs dizaines de posts chaque jour, de manière « boulimique ». Il est aussi présent sur Facebook (42 000 abonnés), Telegram (150 000 abonnés), VKontakte (37 000 abonnés),. Sa chaîne YouTube est cependant clôturée en septembre 2020 ; il se reporte sur la plateforme Odysee, moins fréquentée mais où il parvient à regrouper une communauté de 66 000 abonnés fin 2021. Le 3 mars 2021, son compte Twitter est fermé par la plateforme, puis réactivé en décembre 2022, à la faveur de la prise de contrôle d'Elon Musk sur le réseau social. Il est également doté d'une coche bleue, signe de crédibilité jusqu'alors réservé aux personnalités publiques, mais désormais accessible sur simple abonnement. Il compte en décembre 2023 160 000 abonnés sur ce réseau. Tous les canaux de tchat sont peu ou pas modérés et les membres de la communauté de Trotta s'y expriment massivement, avec jusqu'à 9 500 messages chaque jour.
Ses activités de vidéaste web ne lui rapportent pas directement de l'argent, sa chaîne YouTube étant démonétisée avant sa fermeture ; il ne cherche pas non plus à vendre de produits par ailleurs, et ne diffuse pas de publicité. Son activité professionnelle de chef d'entreprise assurerait ses revenus.
En mars 2025, Silvano Trotta est le 6e compte totalisant le plus de notes communautaires sur Twitter à l'échelle mondiale.

## Prises de positions et désinformation

### Ufologie
En 2008, Silvano Trotta crée une chaîne YouTube dédiée à l'ufologie, discipline consistant en l'étude des données liées aux objets volants non identifiés, et au paranormal. Il raconte principalement des histoires de personnes prétendument enlevées par des extraterrestres, assumant de se détourner de la réalité : « Je préfère avoir dix affabulateurs qui racontent n’importe quoi pour trouver un témoignage réel plutôt que d’en avoir zéro ». Il publie également du contenu relatif à cette thématique sur Facebook.
Dans le cadre de ses vidéos, il promeut des thèses complotistes et contraire aux connaissances scientifiques établies, se positionnant notamment en faveur des théories de la Lune creuse. Il soutient également que la Bible est d'origine extraterrestre.
Il est critiqué par des ufologues expérimentés, comme Christian Comtesse, qui lui reproche ses méthodes de « vendeur d'aspirateurs » et sa capacité à « rassembler autour de lui des esprits faibles » prêts à le croire. Patrick Seray, membre de l'ASTEC (Association pour la science et la transmission de l'esprit critique) le décrit comme « moins un véritable ufologue qu’un véritable conspirationniste ». Thomas Margout, un historien ayant travaillé sur le soucoupisme relativise toutefois en rappelant le faible écho de ses thèses dans le milieu de l'ufologie, où les conspirationnistes ne représenteraient que « 5 ou 6 % » des adeptes, qui seraient toutefois les plus médiatisés.

### Pandémie de Covid-19
Encore centrée sur les phénomènes extraterrestres début 2020, sa chaîne prend un virage soudain en février, lorsqu'il publie la vidéo « Coronavirus, des vrais chiffres ! », posant ainsi un pied dans la désinformation sur la pandémie de Covid-19, qui fait grandir sa notoriété au cours de l'année 2020.
Lors de la pandémie de Covid-19, il conteste les données épidémiologiques officielles et prend ouvertement position contre les mesures sanitaires mises en place pour lutter contre la pandémie. Il affirme ainsi à plusieurs reprises l'inutilité du masque, mais aussi le danger des vaccins contre cette maladie, sur lesquels il diffuse de fausses informations, déclarant ainsi en décembre 2020 qu'une infirmière aurait trouvé la mort après une injection, information fausse, réfutée peu de temps après. Selon Marianne, il voit ainsi les vaccins comme un prolongement d'autres complots visant prétendument à « contrôler l'humanité ». Il attaque dans ses posts et ses vidéos des personnalités liées au monde de la santé ou de la finance, principalement américaines, comme l'immunologiste Anthony Fauci, Bill Gates ou George Soros,.
Afin d'appuyer ses déclarations, il cite des sources en nombre, mais déforme les études qu'il mentionne, en omet certaines, ou leur fait dire l'inverse de leur conclusion. Trotta attire des internautes grâce à un « ton docte et persuasif » et un « ton amical » qui lui fournit un « gage de sérieux » en apparence. Plusieurs personnes séduites par ses contenus témoignent d'une sensation de bienveillance, de sincérité, qui leurrerait en apportant des réponses trop simples à des questions complexes, selon Pascale Duval, porte-parole de l'Union nationale des associations de défense des familles et de l'individu.
En novembre 2020, il participe à la production du documentaire conspirationniste Hold-up, dans lequel il apparaît,. Il s'associe également à d'autres figures du mouvement complotiste ou pseudoscientifique, comme Thierry Casasnovas, Christian Tal Schaller ou Martine Wonner et soutient le médecin Didier Raoult, controversé pour ses traitements considérés comme inefficaces et ses méthodes. En mai 2020, il écrit un livre conjointement avec Casanovas, Schaller et Jean-Jacques Crèvecœur.
Il ne renie pas le qualificatif de « conspirationniste », bien qu'il préfère se désigner comme « lanceur d'alerte » ou « chercheur de vérité » et se placer du côté de l'esprit critique, ce qui, selon Pascale Duval, constitue une « stratégie d’inversion des rôles très classique ».
À partir de la reprise de l'épidémie de mpox, en août 2024, il reprend les discours conspirationnistes déjà diffusés lors de la pandémie de Covid-19. Il soutient que la zoonose a été créée pour pousser les gens à se faire vacciner. En parallèle, d'autres théoriciens du complot s'emparent de l'actualité entourant cette maladie pour propager de fausses informations.

### Invasion de l'Ukraine par la Russie
À partir du 24 février 2022 et du déclenchement de l'invasion de l'Ukraine par la Russie, Trotta partage à sa communauté, via une boucle Telegram, des liens vers des sources traitant du conflit. Parmi elles, un reportage du média d'extrême droite Livre noir, décrit comme de la « dark info », à vocation plus politique ou sociétale qu'informative et critiquée pour ses biais. Il prétend informer sur « la réalité que l'on ne vous montre pas » au sujet de l'Ukraine et du conflit.
Il décrit à plusieurs reprises le président ukrainien Volodymyr Zelensky comme un « drogué nazi », selon Marianne, et pointe son passé de comédien pour le discréditer. Son canal Telegram est particulièrement actif pour dénoncer la fermeture de la chaîne RT France, financée par le Kremlin et diffusant la propagande russe. Cette décision est qualifiée de « censure » par plusieurs membres de sa communauté, qui est fédérée et « électrisée ». Il reprend plus généralement la rhétorique du Kremlin, accusant l'Ukraine d'organiser un réseau de « trafic mondial d'organes humains », que Zelensky dirigerait. Trotta relaie également régulièrement la propagande russe accusant l'Ukraine de développer des armes bactériologiques,, allégation qui n'est validée par aucune donnée ni aucune enquête.
En 2024, il diffuse des images de panneaux de soutien à la Russie installés dans des villes italiennes par un collectif anti-pass sanitaire, et félicités par les organisations pro-russes.
Les liens des milieux complotistes avec la Russie ne datent pas de l'invasion de l'Ukraine, mais d'il y a plus de dix ans, avec des personnalités phares comme Yves Pozzo di Borgo, selon Marie Peltier. Par ailleurs, Silvano Trotta est connu pour avoir soutenu la politique de Vladimir Poutine par le passé.

### Changement climatique
En juillet 2022, il nie l'existence et l'origine humaine du changement climatique, à rebours des études récentes et du consensus scientifique, et défend l'origine cyclique de ce phénomène. Il affirme que les changements de distance entre le Soleil et la Terre sont la cause du changement climatique, ce qui est catégoriquement invalidé par les différentes études scientifiques. Il prétend également que le dérèglement climatique ne serait qu'« un mensonge » ayant pour objectif de « prélever des milliards de taxes et instituer une société de contrôle ».
Fin octobre 2024, il récidive sur le sujet sous-entendant que la technologie HAARP aurait provoqué les intempéries et inondations en Espagne. Il se fonde sur la présence d'une « centrale électrique flottante », prétendument mystérieuse, vue au large des côtes. Il s'agissait en fait d'un navire-centrale électrique d'une compagnie turque, photographié aux Canaries, à 1 800 km de Valence.

### Autres théories du complot
Silvano Trotta aborde également dans ses vidéos et posts d'autres thèmes prisés des complotistes, comme la naturopathie, les apparitions mariales ou les théories du complot entourant Bill Gates. Il affirme également que le gratte-ciel 7 World Trade Center aurait été détruit à l'explosif par les États-Unis eux-mêmes, lors des attentats du 11 septembre 2001. Il relaie des théories dénonçant un « supposé trafic pédophile ».
Selon Tristan Mendès France, les différents cercles complotistes se structurent autour de la contestation d'un « système », d'une « parole dominante ». Toutes les théories seraient ainsi liées via la dénonciation d'un « grand complot mondial », censé se manifester dans tous les domaines.

## Liens avec le monde politique
Proche de l'extrême droite américaine, ou alt-right, Silvano Trotta reprend régulièrement les thèses et la rhétorique de la mouvance QAnon, dont il est décrit comme proche. Il affiche son soutien à Donald Trump, continuant à déclarer en décembre 2020, un mois après sa défaite lors de l'élection présidentielle de 2020, qu'il est le vainqueur du scrutin.
En septembre 2020, Trotta participe à la création de BonSens avec de nombreuses personnalités de la sphère antivaccins, une association qui se donne pour but, comme inscrit dans ses statuts, de veiller « à ce que toute activité et tout projet médical, de transition énergétique ou environnementale quels qu’ils soient tant à l’échelon local [...] que national s’exerce dans le respect des Français, de la Constitution ». Cette association est vue comme un début de structure du mouvement fédéré par Trotta.
En 2021, Trotta relaie les appels à manifester contre le passe vaccinal français à Nancy, réunissant 3 000 personnes au lieu des 200 attendues. Il soutient, en février 2022, l'organisation de « convois de la liberté » convergeant vers Paris pour protester contre les mesures sanitaires, sur le modèle du mouvement canadien du même nom, quelques semaines plus tôt. Toutefois, selon l'historien Thomas Margout, Silvano Trotta n'aurait pas d'affiliation politique à promouvoir et aurait donc principalement pour motivation d'accroître sa notoriété, de faire « le buzz »,.